# Constantino Reis
Constantino Reis (ur. 1961) – mozambicki lekkoatleta.
Brał udział w biegu na 200 metrów i 400 metrów na Letnich Igrzyskach Olimpijskich 1980.